# Förteckning över delstatliga polismyndigheter i USA

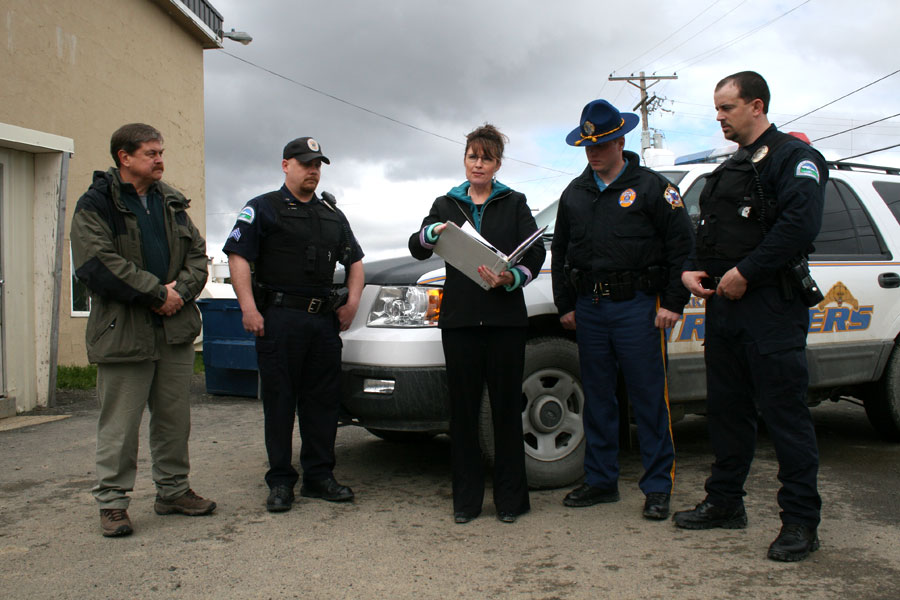
Alaskas guvernör Sarah Palin med poliser från Alaska State Troopers.

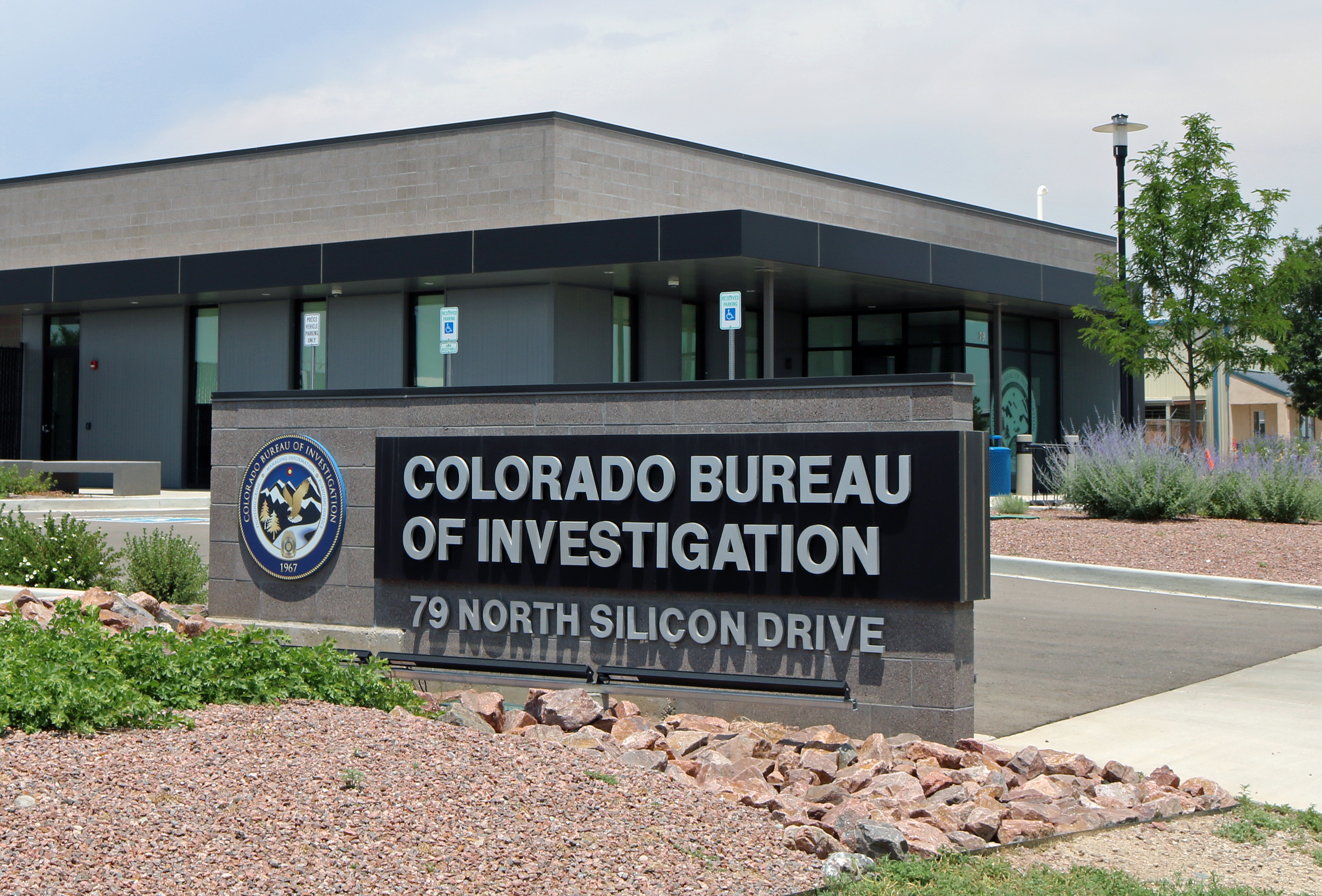
Lokalkontor för Colorado Bureau of Investigation i Pueblo.

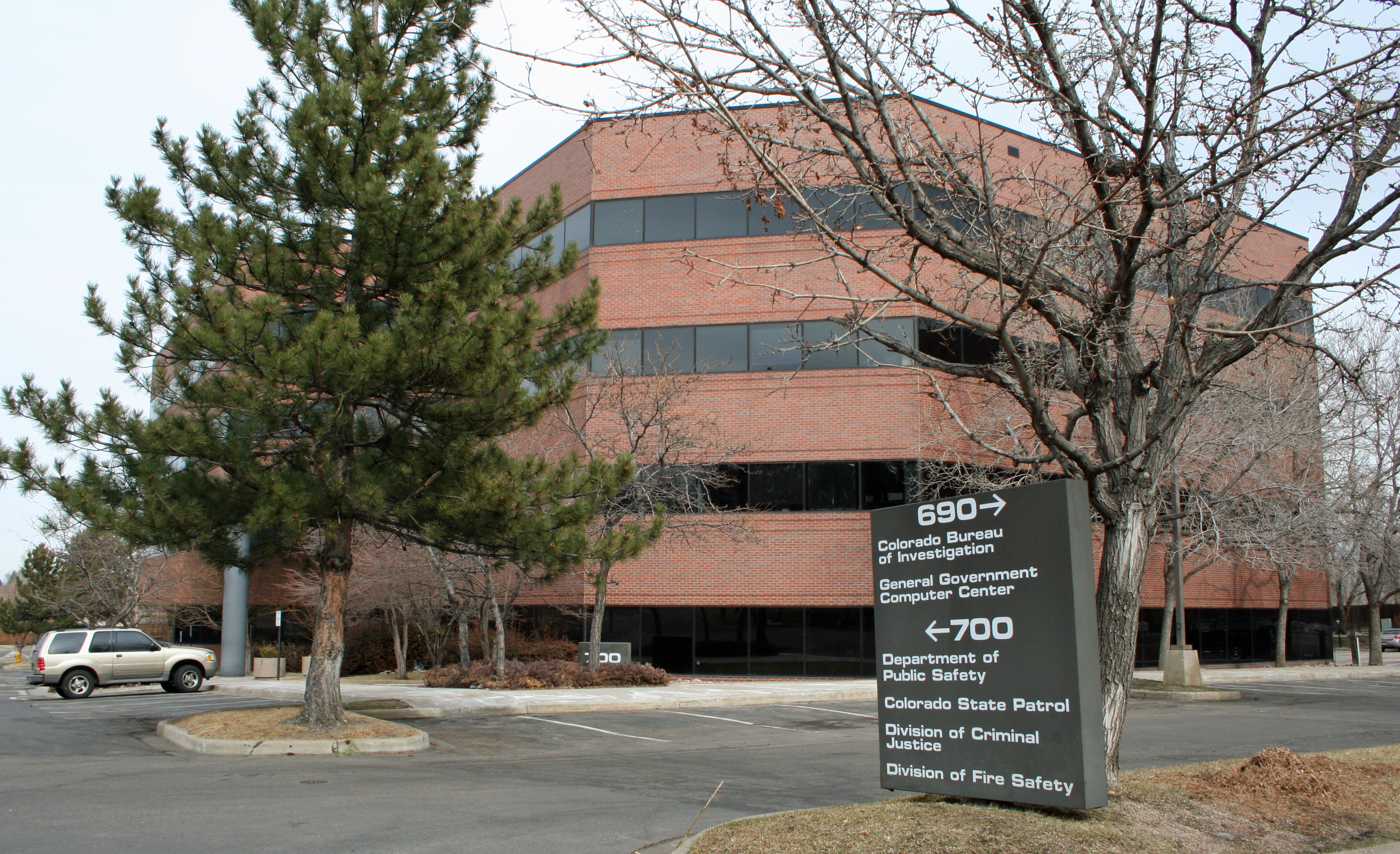
Högkvarteret för Colorado State Patrol i Lakewood, Colorado.

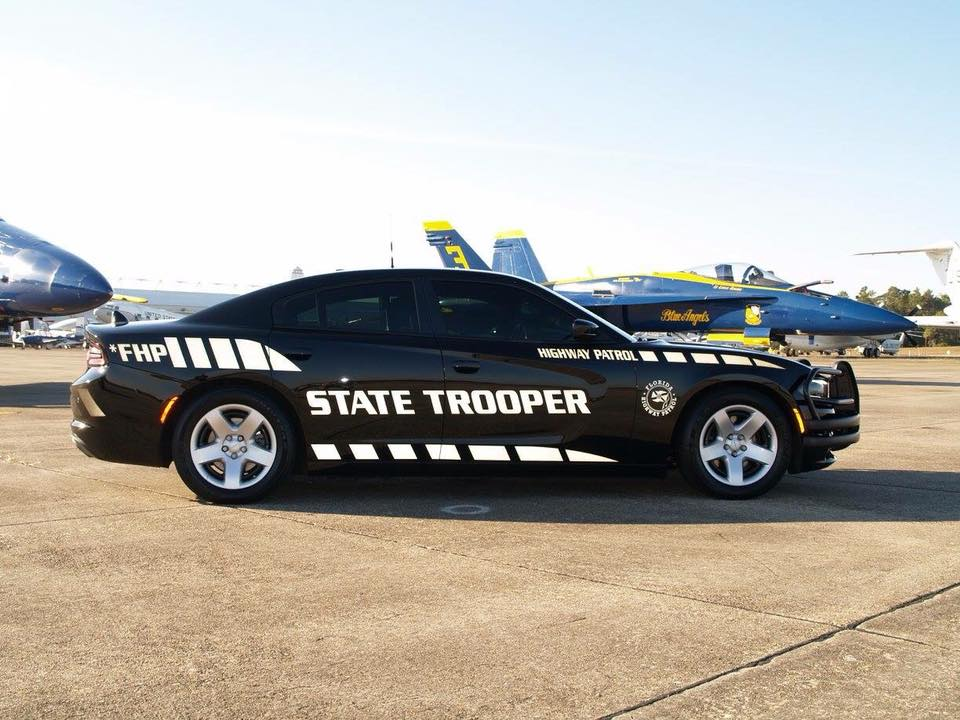
Patrullfordon från Florida Highway Patrol på Naval Air Station Pensacola med F/A-18 Hornets från Blue Angels i bakgrunden.

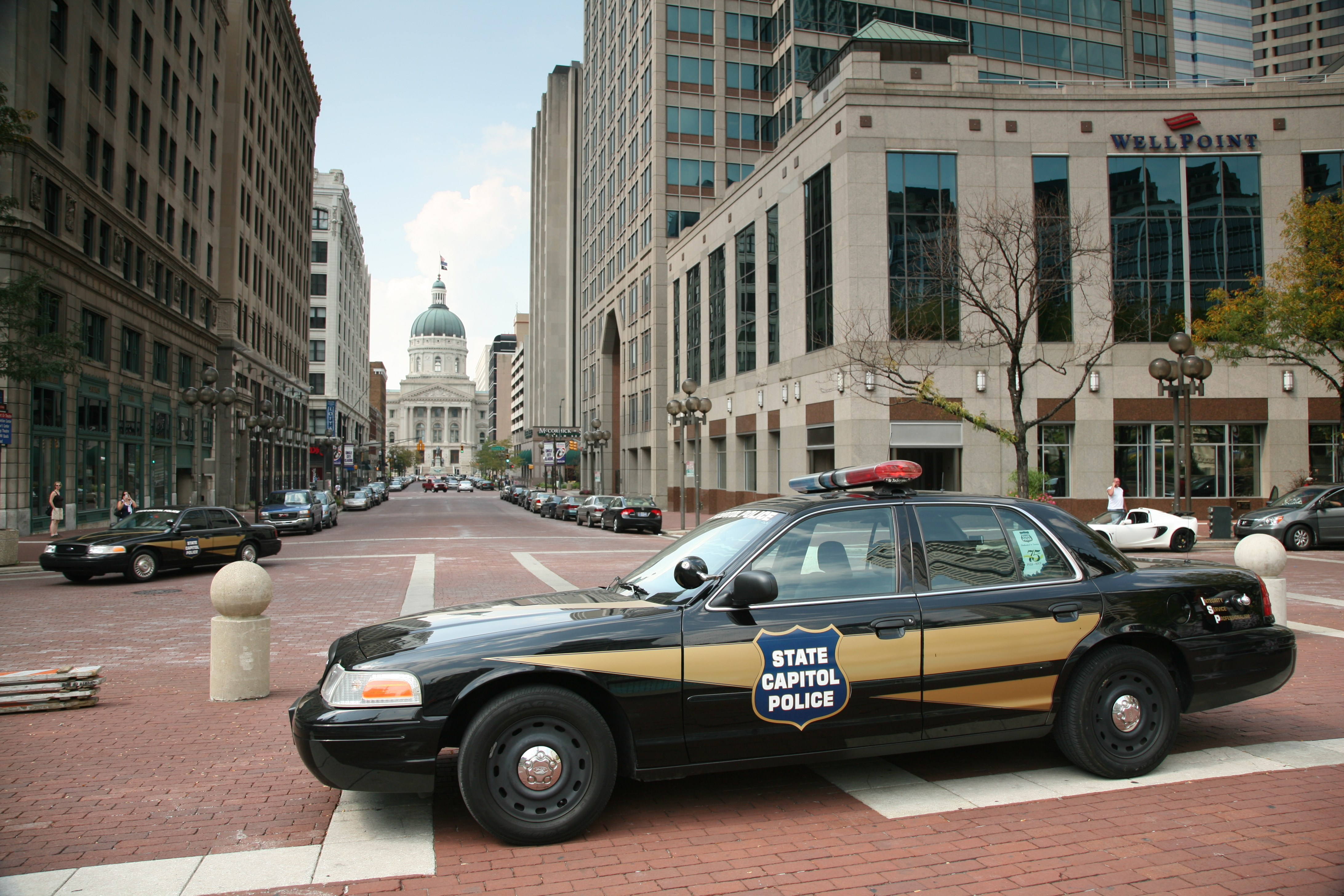
Polisbil från Indiana State Capitol Police i Indianapolis.

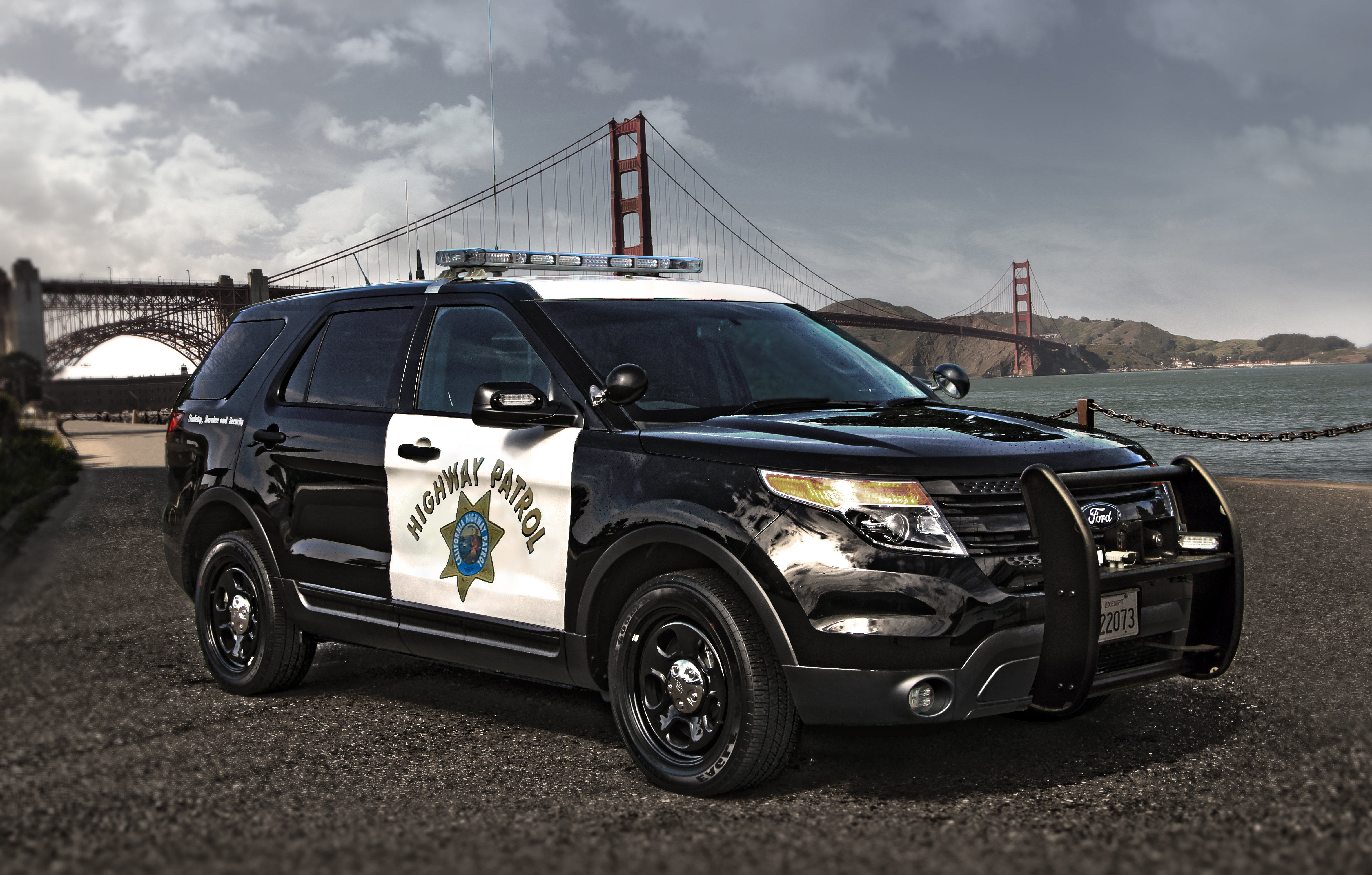
Patrullfordon från California Highway Patrol vid Golden Gate-bron i San Francisco.

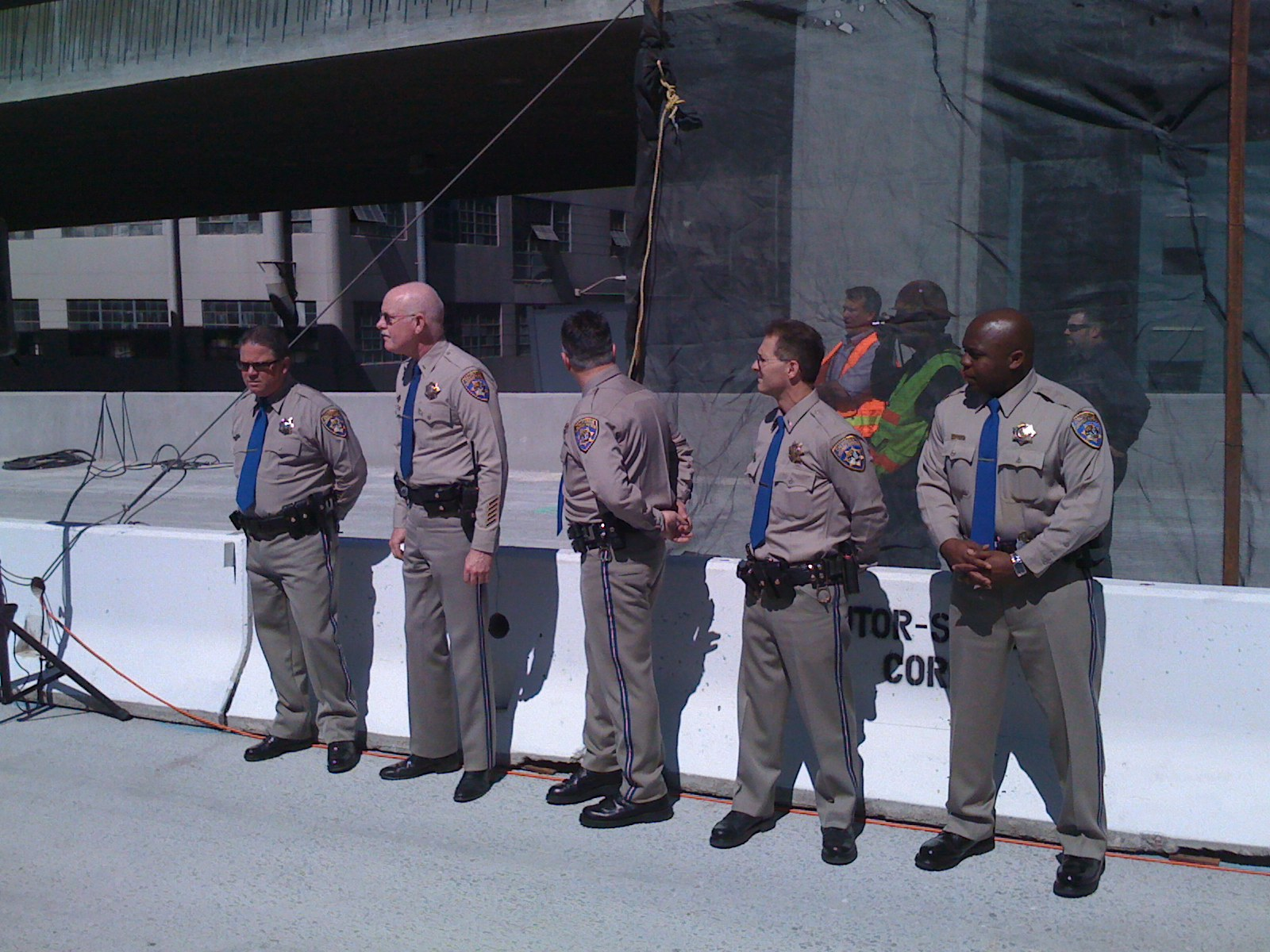
Poliser från California Highway Patrol, 2008.

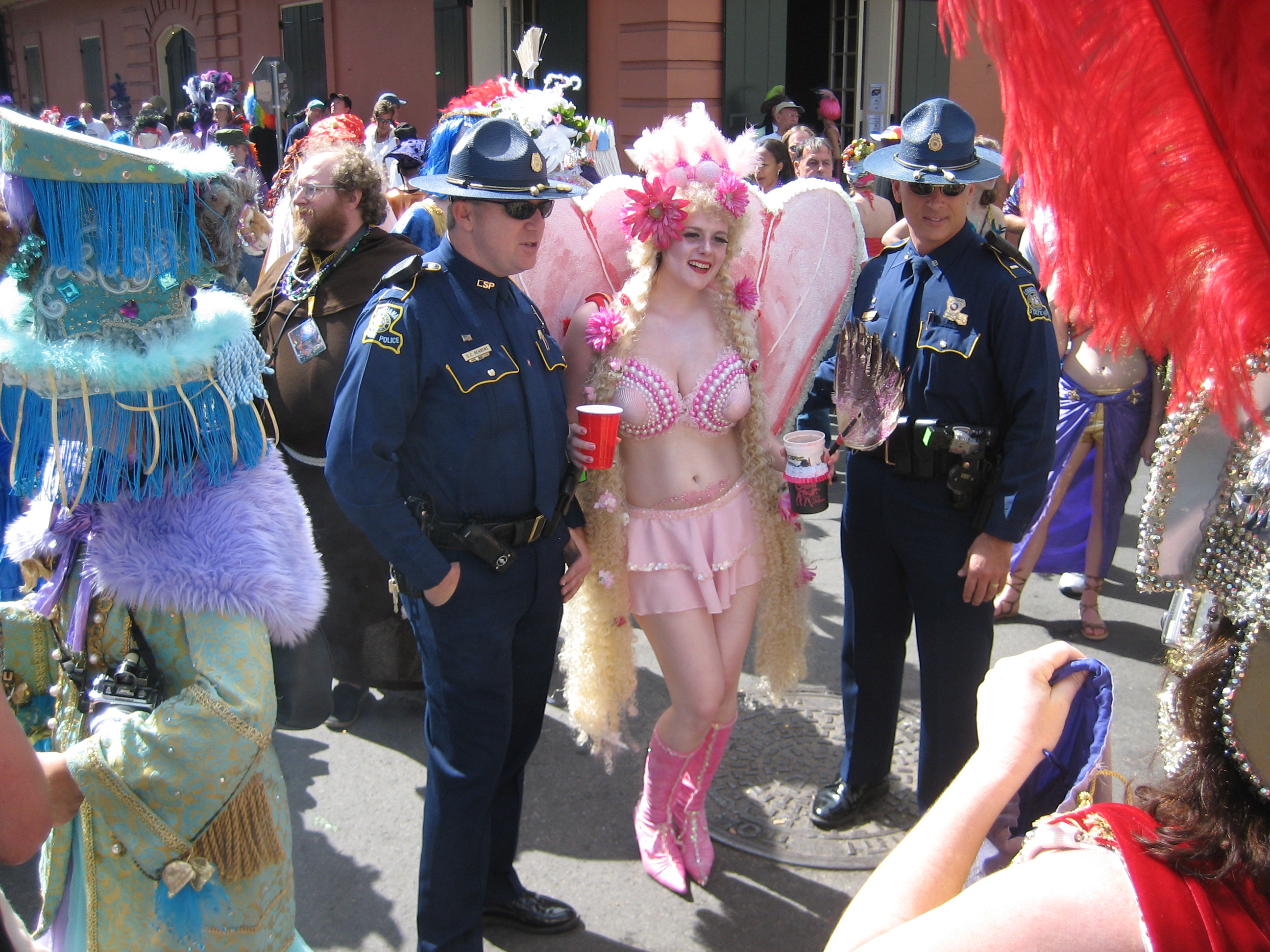
Poliser från Louisiana State Police under Mardi Gras.

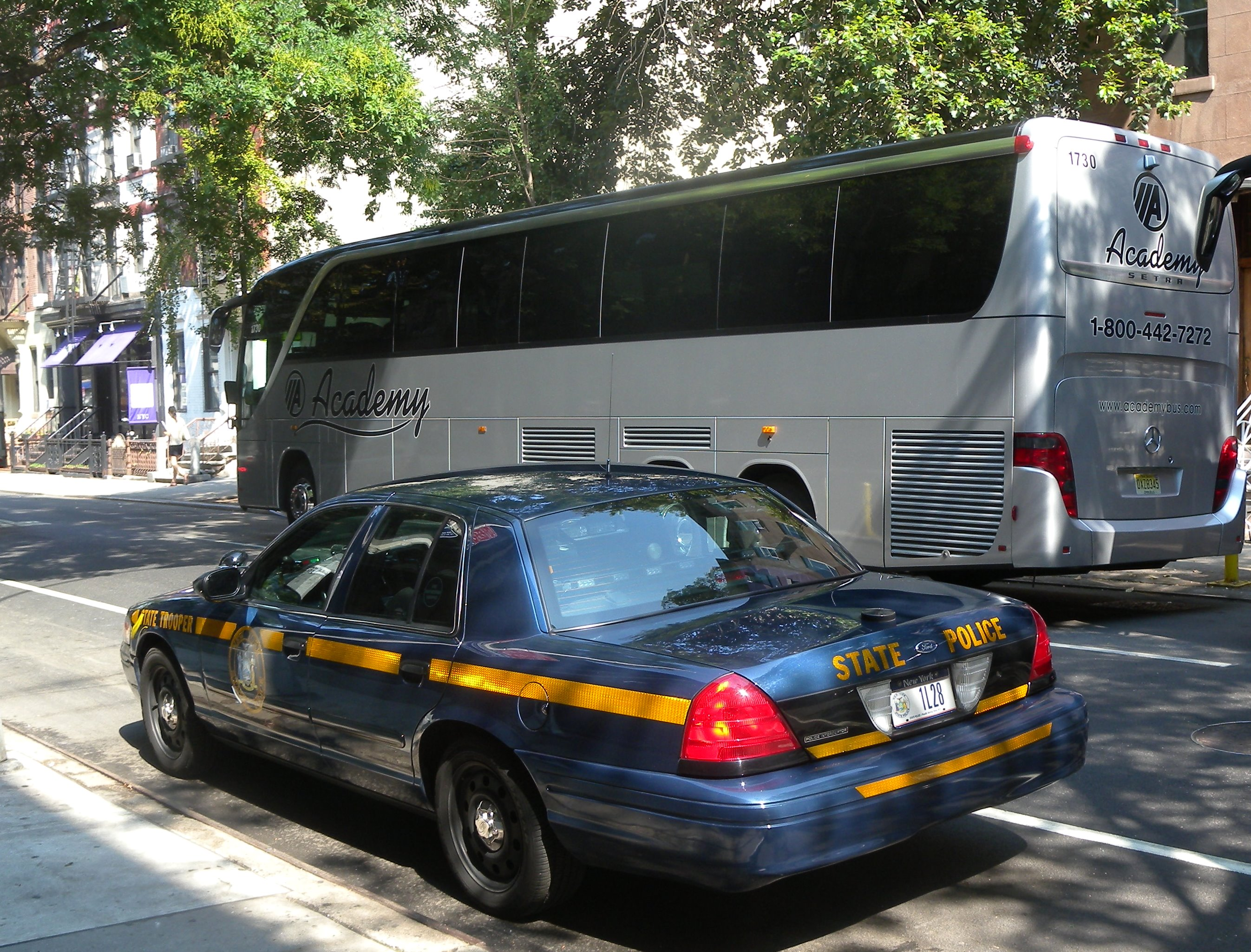
Polisbil tillhörande New York State Police.

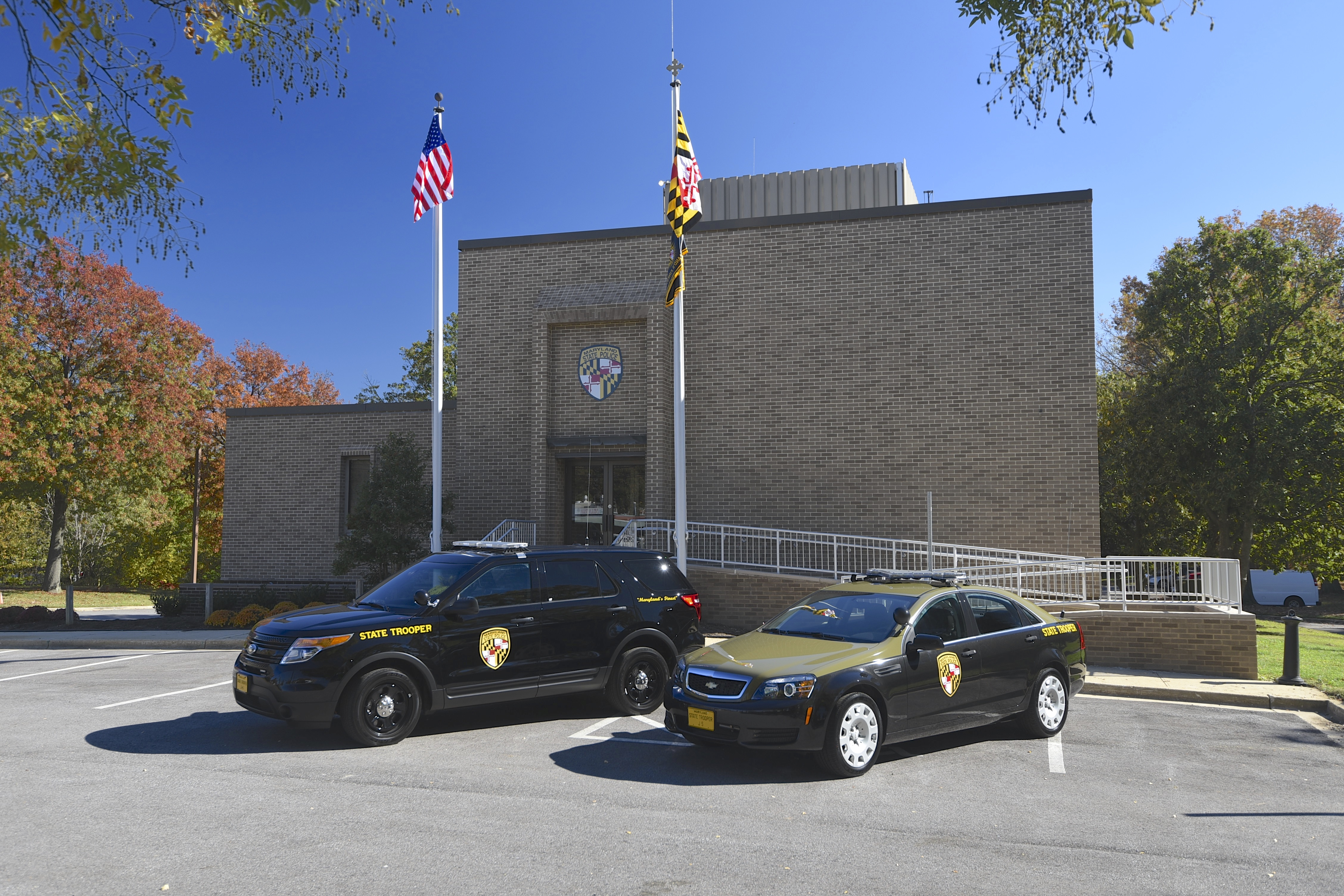
Fordon och polisstation för Maryland State Police i Annapolis.

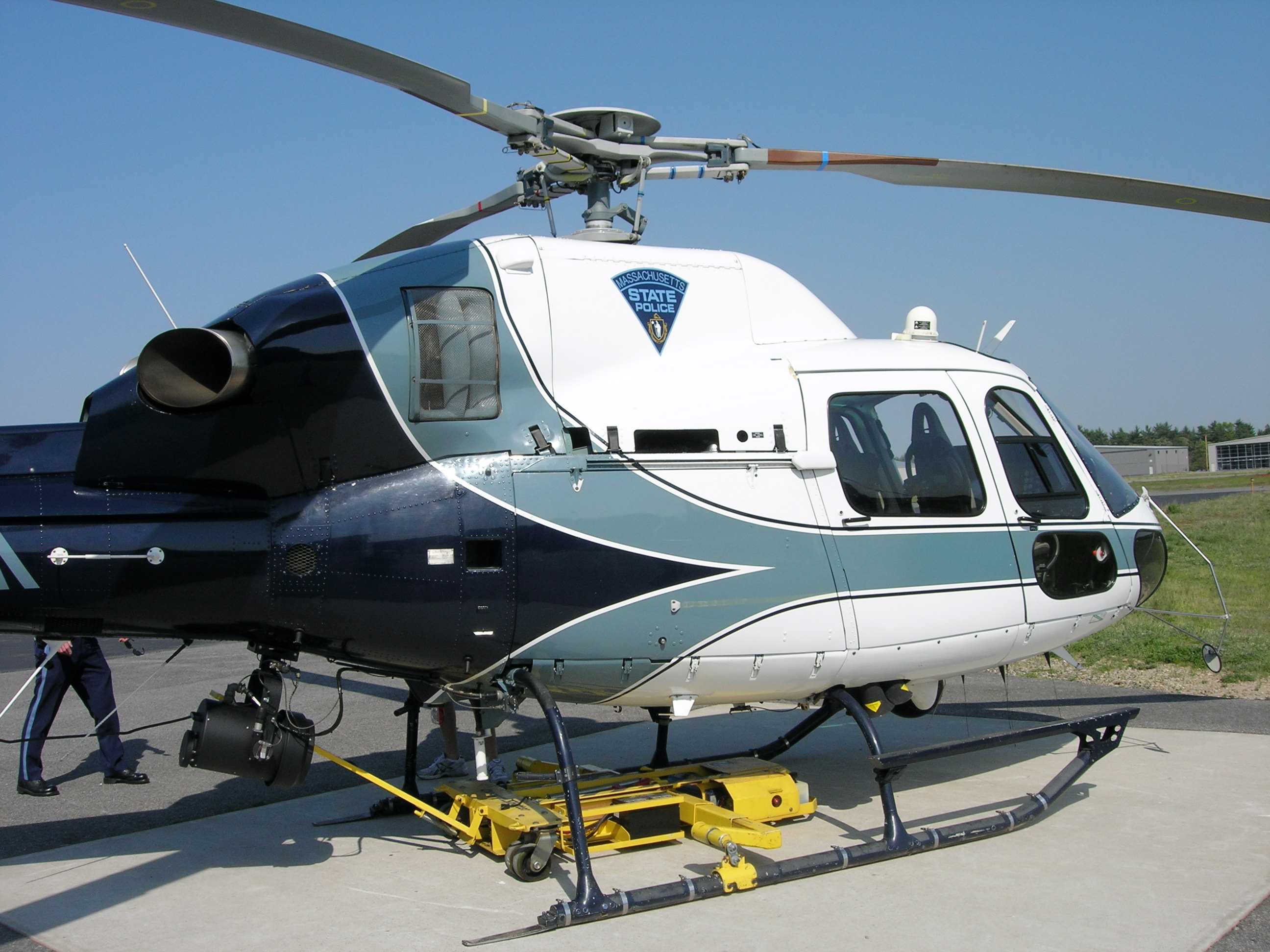
Polishelikopter från Massachusetts State Police.

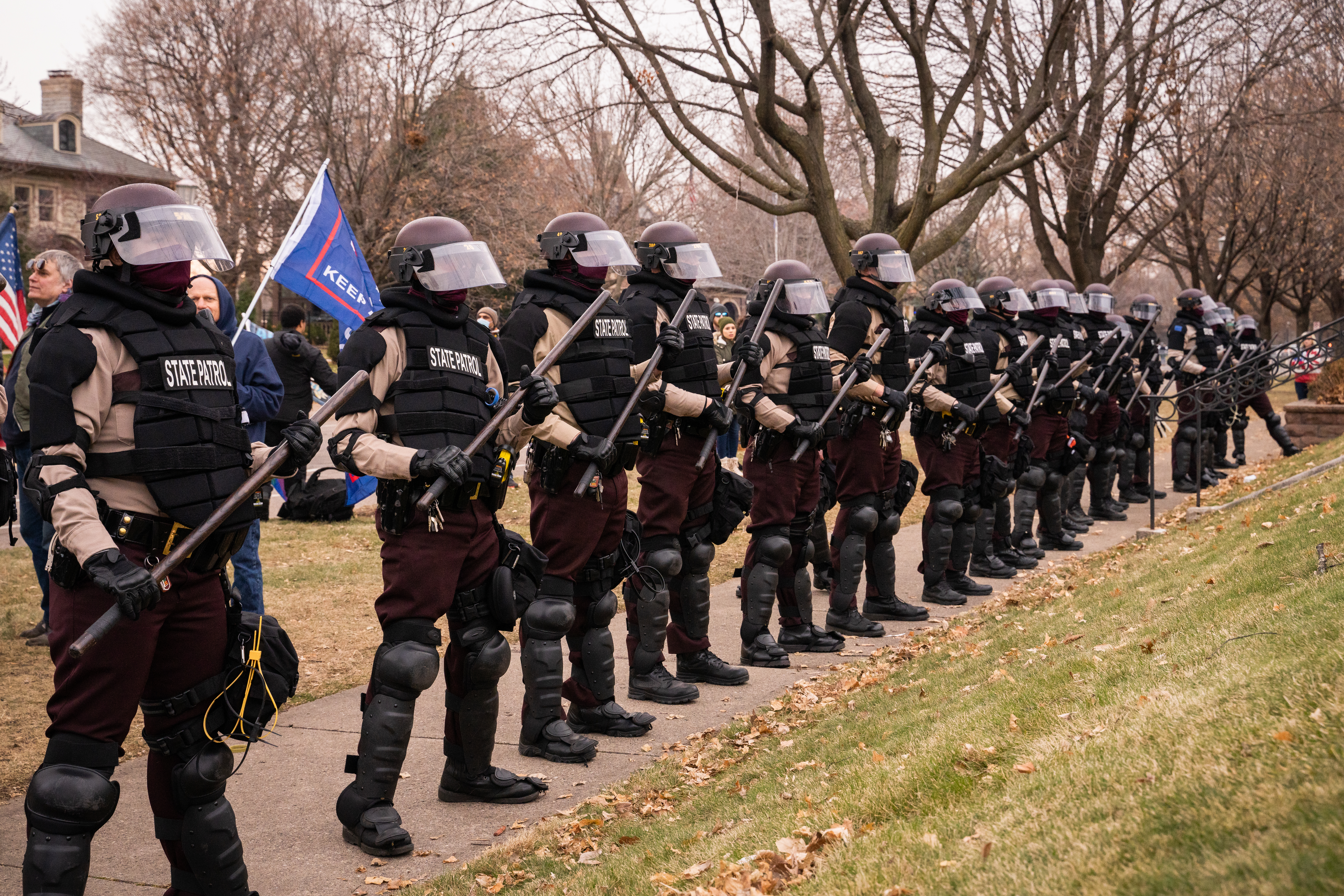
Kravallutrustad polis från Minnesota State Patrol i december 2020.

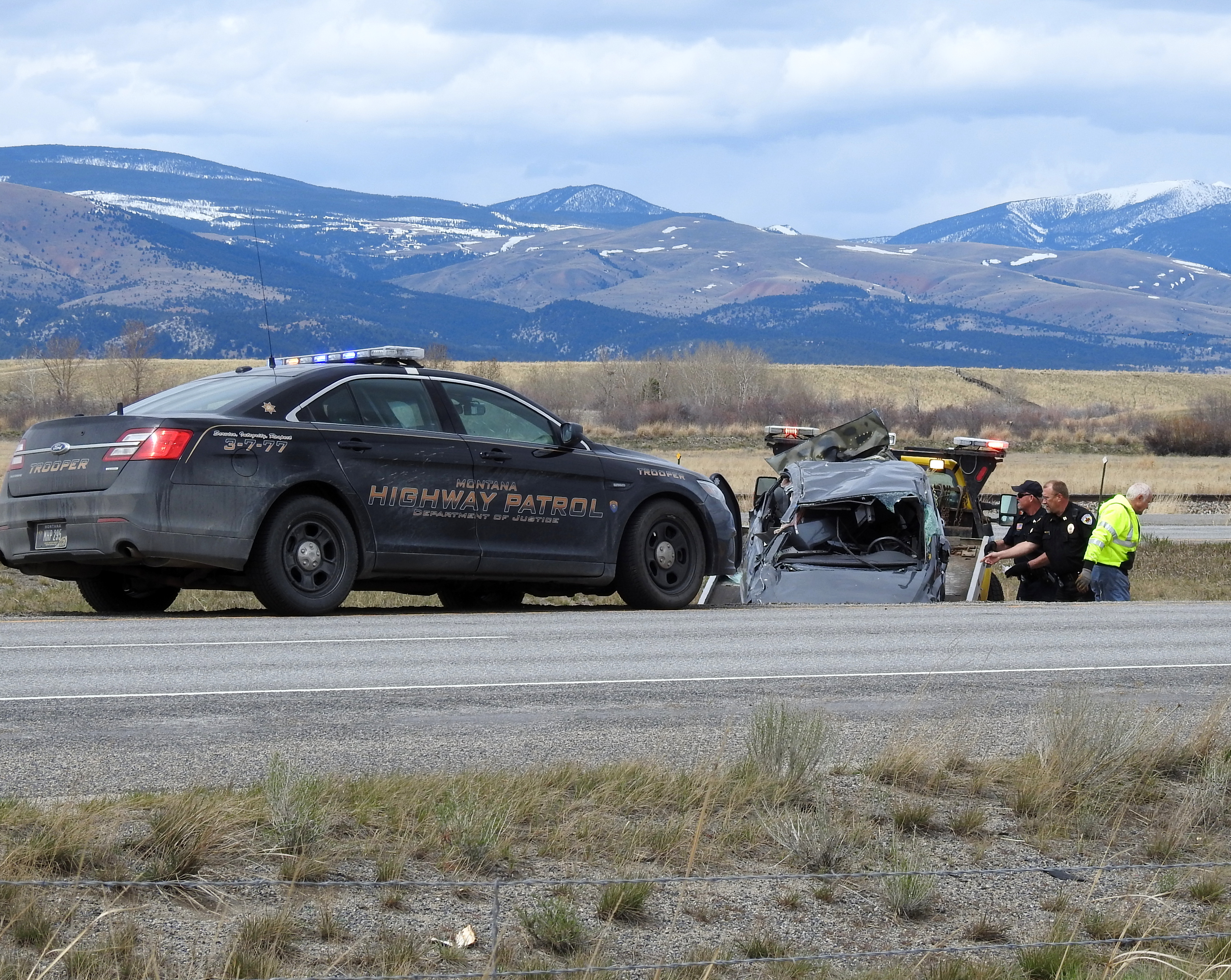
Polisbil från Montana Highway Patrol vid en olycka på Interstate 90.

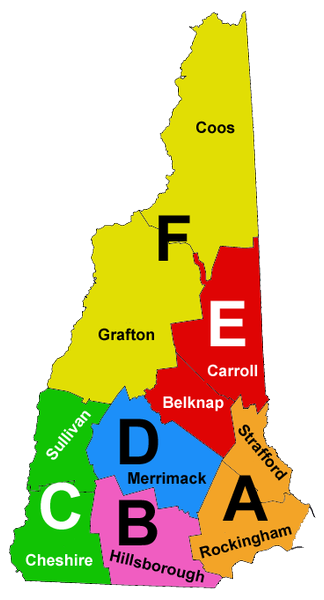
Geografisk indelning för New Hampshire State Police.

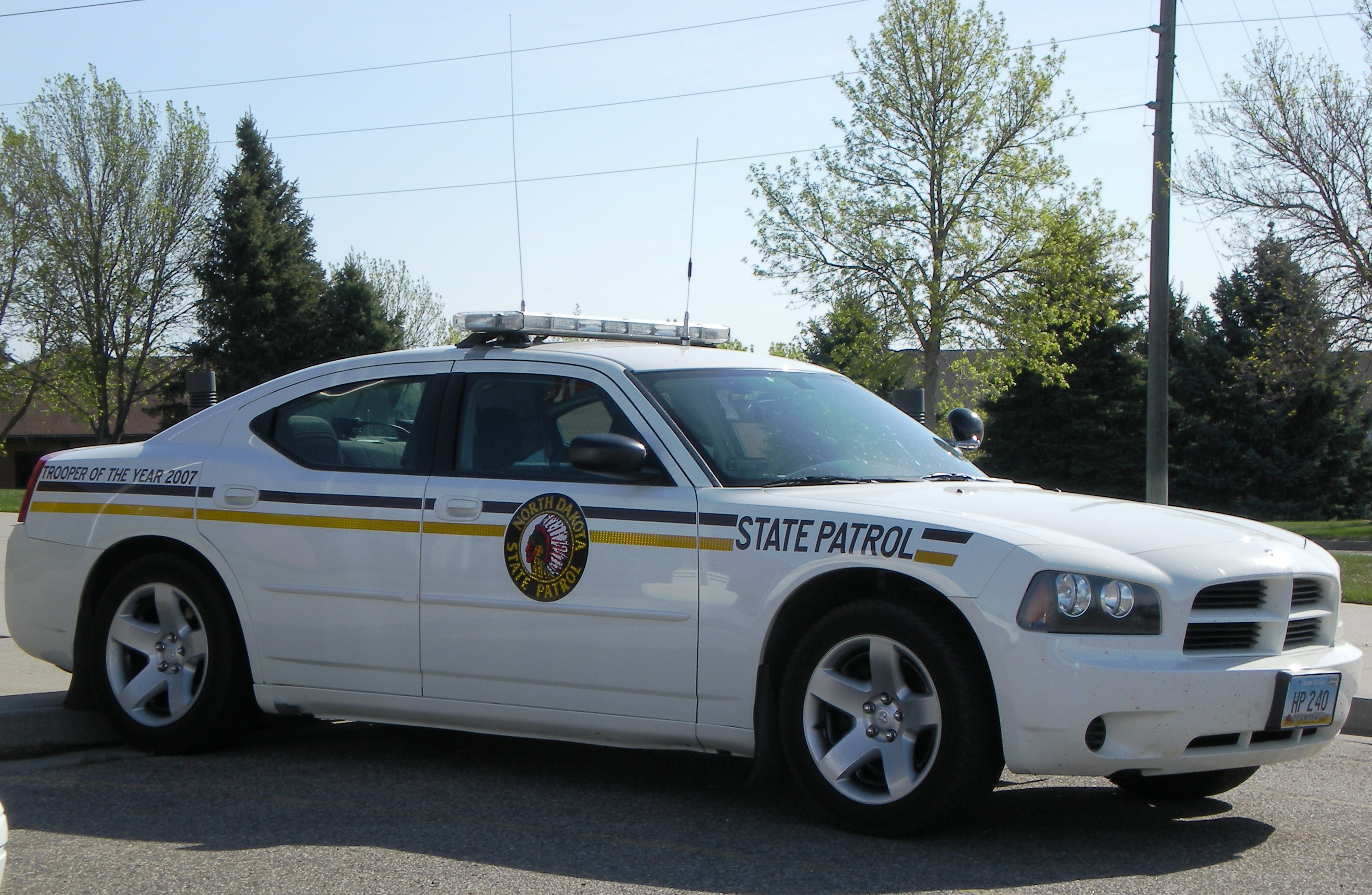
Polisbil från North Dakota Highway Patrol.

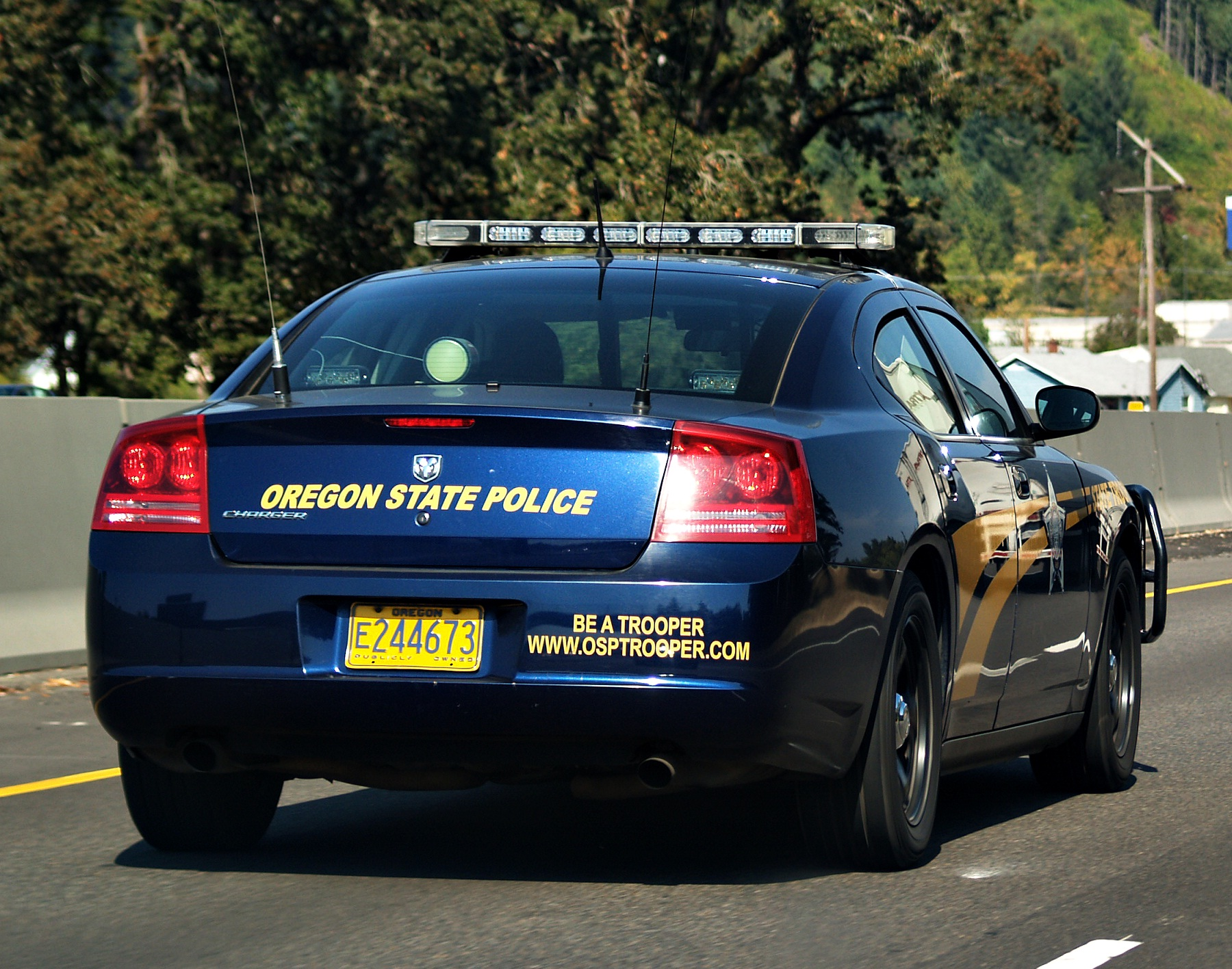
Polisbil från Oregon State Police.

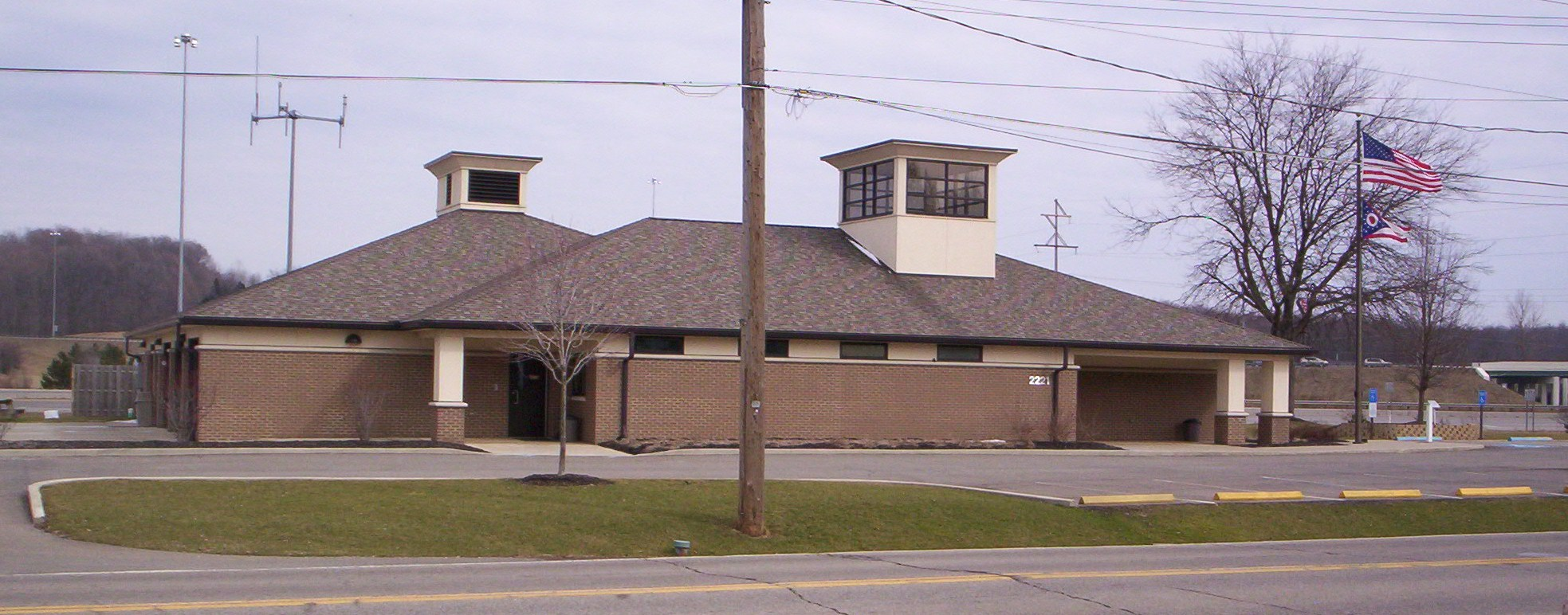
Polisstation tillhörig Ohio State Highway Patrol.

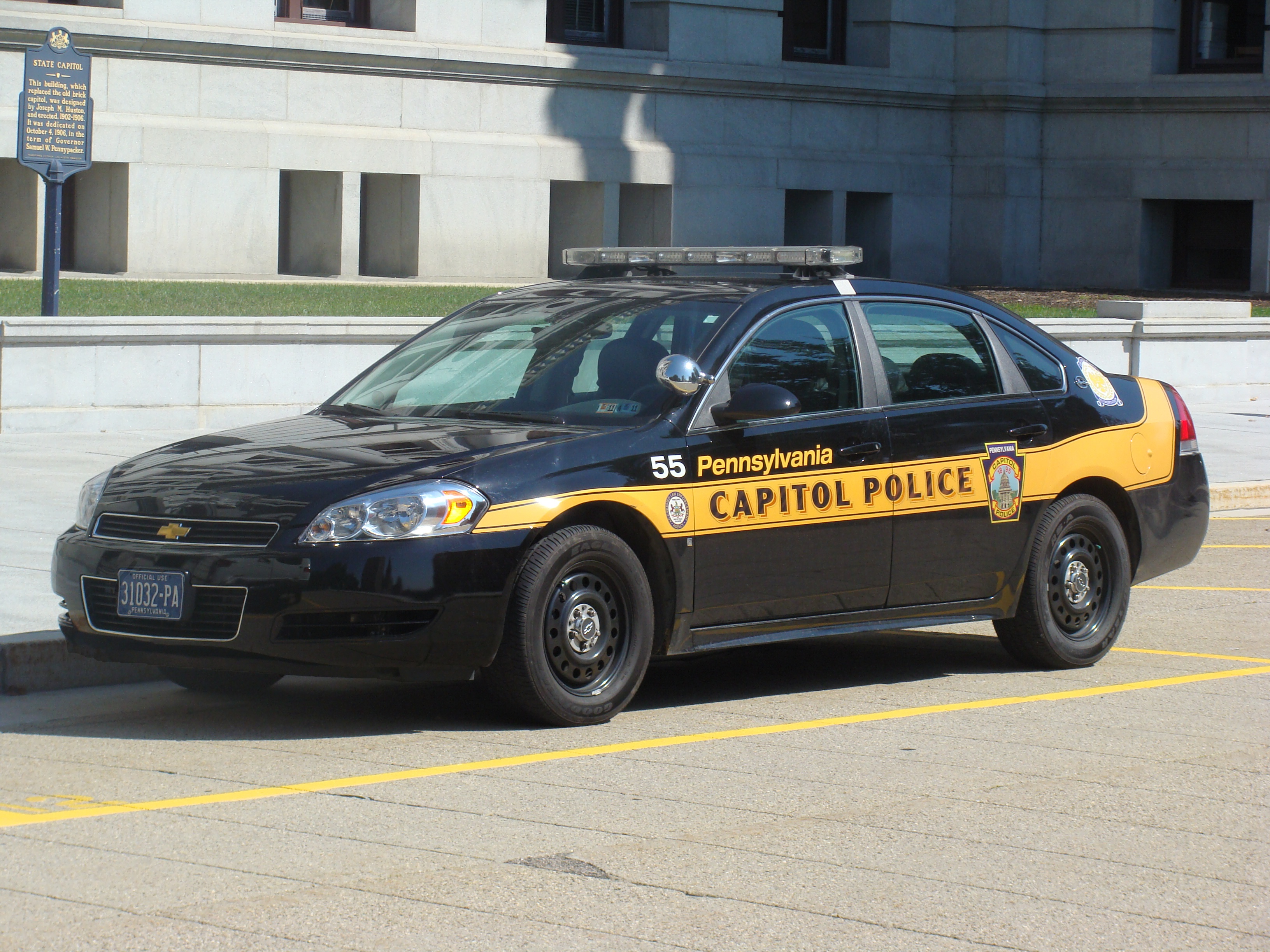
Polisbil från Pennsylvania Capitol Police.

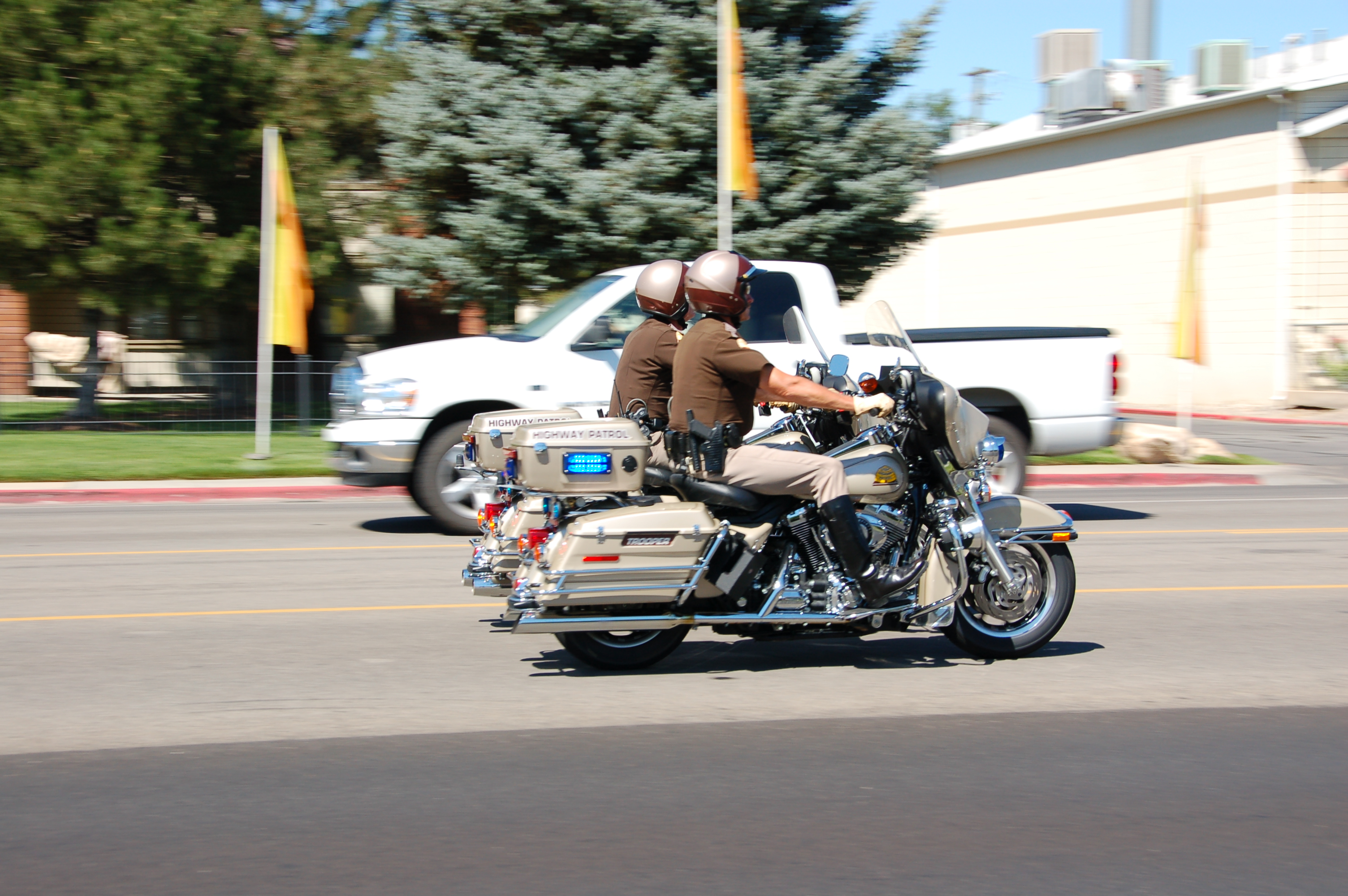
Två motorcyklar tillhörande Utah Highway Patrol.

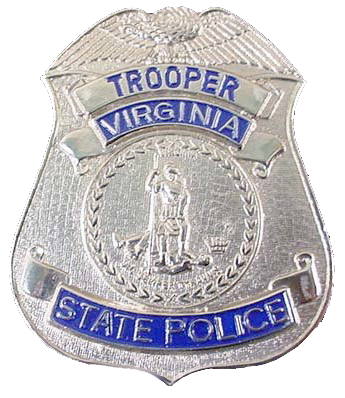
Polisbricka för Virginia State Police.

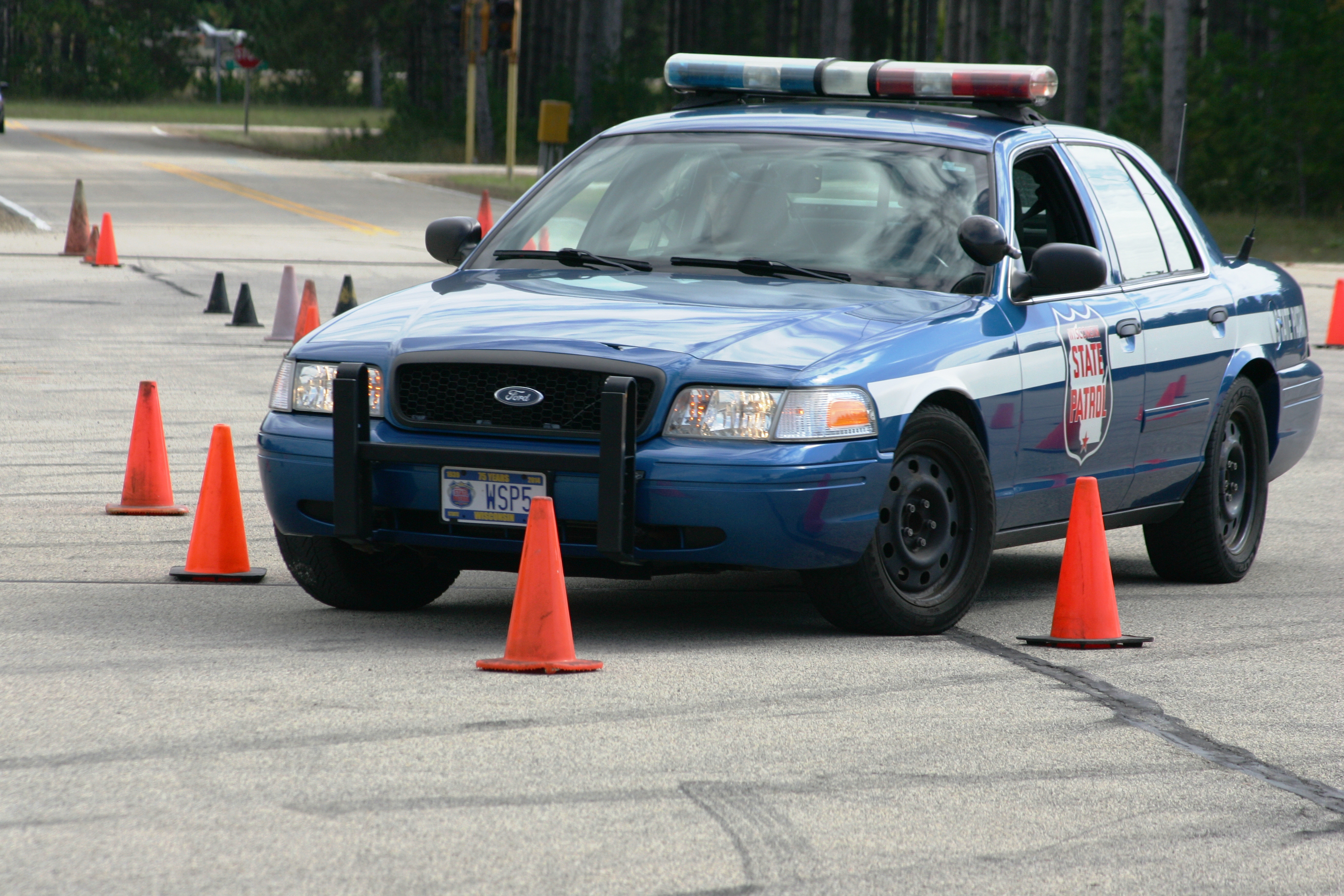
Fordonsövning på Fort McCoy med polisbil från Wisconsin State Patrol.

Delstatliga poliskårer i USA kan delas upp i två undertyper, poliskårer direkt under delstatsstyret med uppdrag i och över hela delstaten eller lokalt organiserade poliskårer med sin jurisdiktion i ett county eller stad. 
Den här listan gäller de förstnämnda.

## Lista över delstatliga polismyndigheter i USA
| Delstat        | Polismyndighet ingår som del av                                                             | Symbol | Beskrivning                                                | Notering |
| -------------- | ------------------------------------------------------------------------------------------- | ------ | ---------------------------------------------------------- | -------- |
| Alabama        | Alabama State Bureau of Investigation Alabama Law Enforcement Agency                        |        | delstatens kriminalpolis                                   | [ 1 ]    |
| Alabama        | Alabama Capitol Patrol Unit Alabama Law Enforcement Agency                                  |        | delstatsförsamlingens polisbevakning                       | [ 1 ]    |
| Alabama        | Alabama Dignitary Protection Unit Alabama Law Enforcement Agency                            |        | guvernörens personskydd                                    | [ 1 ]    |
| Alabama        | Alabama Highway Patrol Alabama Department of Public Safety                                  |        | delstatspolis med primär uppgift att skydda vägtrafiknätet | [ 1 ]    |
| Alaska         | Alaska State Troopers Alaska Department of Public Safety                                    |        | delstatspolis                                              | [ 2 ]    |
| Alaska         | Alaska Wildlife Troopers Alaska Department of Public Safety                                 |        | delstatspolis med primär uppgift att skydda nationalparker | [ 3 ]    |
| Arizona        | Arizona Criminal Investigations Division Arizona Department of Public Safety                |        | statskriminalpolisen                                       | [ 4 ]    |
| Arizona        | Arizona Highway Patrol Division Arizona Department of Public Safety                         |        | statstrafikpolis                                           | [ 5 ]    |
| Arkansas       | Arkansas State Police Arkansas Department of Public Safety                                  |        | delstatspolis                                              | [ 6 ]    |
| Colorado       | Colorado Bureau of Investigation Colorado Department of Public Safety                       |        | statskriminalpolisen                                       | [ 7 ]    |
| Colorado       | Colorado State Patrol Colorado Department of Public Safety                                  |        | delstatspolis                                              | [ 8 ]    |
| Connecticut    | Connecticut Department of Environmental Protection Police                                   |        | miljövårdspolisen                                          |          |
| Connecticut    | Connecticut State Police Connecticut Department of Emergency Services and Public Protection |        | delstatspolis                                              | [ 9 ]    |
| Connecticut    | Connecticut State Capitol Police                                                            |        | delstatsförsamlingens polis                                |          |
| Delaware       | Delaware Capitol Police                                                                     |        | delstatsförsamlingens polis                                |          |
| Delaware       | Delaware River and Bay Authority Police                                                     |        | sjöpolis                                                   |          |
| Delaware       | Delaware State Fire Police                                                                  |        | brandpolis                                                 |          |
| Delaware       | Delaware State Police Delaware Department of Public Safety and Homeland Security            |        | delstatspolis                                              | [ 10 ]   |
| Florida        | Bureau of Park Patrol                                                                       |        | parkpolis                                                  |          |
| Florida        | Florida Capitol Police                                                                      |        | delstatsparlamentets polis                                 |          |
| Florida        | Florida Fish and Wildlife Conservation Commission                                           |        | fiske- och jaktpolis                                       |          |
| Florida        | Florida Highway Patrol Florida Department of Highway Safety and Motor Vehicles              |        | statstrafikpolis                                           | [ 11 ]   |
| Florida        | Florida Marine Patrol                                                                       |        | sjöpolis                                                   |          |
| Georgia        | Georgia Bureau of Investigation                                                             |        | statskriminalpolis                                         |          |
| Georgia        | Georgia State Patrol Georgia Department of Public Safety                                    |        | primärt statstrafikpolis                                   | [ 12 ]   |
| Idaho          | Idaho State Police                                                                          |        | statspolisen                                               |          |
| Illinois       | Central Management Services Police                                                          |        | byggnadsstyrelsens polis                                   |          |
| Illinois       | Chicago State University Police                                                             |        | universitetspolis                                          |          |
| Illinois       | Department of Human Services Police                                                         |        | alkohol- och narkotikapolis                                |          |
| Illinois       | Illinois Attorney General's Office, Department of Investigations                            |        | justitieministerns utredningspolis                         |          |
| Illinois       | Illinois Commerce Commission Police                                                         |        | konkurrenspolis                                            |          |
| Illinois       | Illinois Conservation Police                                                                |        | naturvårdspolis                                            |          |
| Illinois       | Illinois State Police                                                                       |        | delstatspolis                                              | [ 13 ]   |
| Illinois       | Northeastern Illinois University Police                                                     |        | universitetspolis                                          |          |
| Illinois       | Secretary of State Police                                                                   |        | motorfordonspolis                                          |          |
| Illinois       | University of Illinois Police                                                               |        | universitetspolis                                          |          |
| Indiana        | Indiana State Capitol Police                                                                |        | lagstiftande församlingens polis                           |          |
| Indiana        | Indiana State Police                                                                        |        | statspolisen                                               |          |
| Iowa           | Iowa State Patrol Iowa Department of Public Safety                                          |        | statstrafikpolis                                           | [ 14 ]   |
| Kalifornien    | Bureau of Narcotic Enforcement                                                              |        | statsnarkotikapolisen                                      |          |
| Kalifornien    | California Bureau of Investigation                                                          |        | statskriminalpolisen                                       |          |
| Kalifornien    | California Highway Patrol California State Transportation Agency                            |        | statstrafikpolis                                           |          |
| Kansas         | Kansas Highway Patrol                                                                       |        | statstrafikpolis                                           | [ 15 ]   |
| Kentucky       | Kentucky State Police Kentucky Justice and Public Safety Cabinet                            |        | delstatspolis                                              |          |
| Louisiana      | Louisiana State Police Louisiana Department of Public Safety & Corrections                  |        | statspolisen                                               | [ 16 ]   |
| Maine          | Maine State Police Maine Department of Public Safety                                        |        | delstatspolis                                              | [ 17 ]   |
| Maryland       | Maryland State Police                                                                       |        | delstatspolis                                              |          |
| Massachusetts  | Massachusetts State Police Massachusetts Executive Office of Public Safety and Security     |        | delstatspolis                                              | [ 18 ]   |
| Michigan       | Michigan State Police                                                                       |        | delstatspolis                                              | [ 19 ]   |
| Minnesota      | Minnesota State Patrol Minnesota Department of Public Safety                                |        | statstrafikpolis samt bevakning och personskydd            | [ 20 ]   |
| Mississippi    | Mississippi Highway Patrol Mississippi Department of Public Safety                          |        | statstrafikpolis                                           | [ 21 ]   |
| Missouri       | Missouri State Highway Patrol Missouri Department of Public Safety                          |        | statstrafikpolis                                           | [ 22 ]   |
| Montana        | Montana Highway Patrol Montana Department of Justice                                        |        | statstrafikpolis                                           | [ 23 ]   |
| Nebraska       | Nebraska State Patrol                                                                       |        | delstatspolis                                              | [ 24 ]   |
| Nevada         | Nevada Highway Patrol Nevada Department of Public Safety                                    |        | statstrafikpolis                                           | [ 25 ]   |
| New Hampshire  | New Hampshire State Police New Hampshire Department of Safety                               |        | delstatspolis                                              | [ 26 ]   |
| New Jersey     | New Jersey State Police New Jersey Department of Law and Public Safety                      |        | delstatspolis                                              | [ 27 ]   |
| New Mexico     | New Mexico State Police New Mexico Department of Public Safety                              |        | delstatspolis                                              | [ 28 ]   |
| New York       | New York State Department of Environmental Conservation Police                              |        | miljövårdspolis                                            |          |
| New York       | New York State Marshals                                                                     |        | statssheriffer                                             |          |
| New York       | New York State Office of Mental Health Police                                               |        | mentalvårdspolis                                           |          |
| New York       | New York State Office of Tax Enforcement                                                    |        | skattepolis                                                |          |
| New York       | New York State Police                                                                       |        | statspolis                                                 | [ 29 ]   |
| New York       | New York State Park Police                                                                  |        | parkpolis                                                  |          |
| New York       | New York State University Police                                                            |        | universitetspolis                                          |          |
| North Carolina | North Carolina State Highway Patrol North Carolina Department of Public Safety              |        | statstrafikpolis                                           | [ 30 ]   |
| North Dakota   | North Dakota Highway Patrol                                                                 |        | delstatspolis                                              | [ 31 ]   |
| Ohio           | Ohio State Highway Patrol Ohio Department of Public Safety                                  |        | statstrafikpolis                                           |          |
| Oklahoma       | Oklahoma Highway Patrol Oklahoma Department of Public Safety                                |        | delstatspolis                                              | [ 32 ]   |
| Oregon         | Oregon State Police                                                                         |        | delstatspolis                                              | [ 33 ]   |
| Pennsylvania   | Pennsylvania Capitol Police                                                                 |        | lagstiftande församlingens polis                           |          |
| Pennsylvania   | Pennsylvania State Police                                                                   |        | statspolis                                                 | [ 34 ]   |
| Rhode Island   | Rhode Island State Police                                                                   |        | statspolis                                                 |          |
| South Carolina | South Carolina Highway Patrol                                                               |        | statstrafikpolis                                           |          |
| South Dakota   | South Dakota Highway Patrol                                                                 |        | statstrafikpolis                                           |          |
| Tennessee      | Tennessee Bureau of Investigation                                                           |        | statskriminalpolis                                         |          |
| Tennessee      | Tennessee Highway Patrol                                                                    |        | statstrafikpolis                                           |          |
| Texas          | Texas Highway Patrol                                                                        |        | statstrafikpolis                                           |          |
| Texas          | Texas Rangers                                                                               |        | statskriminalpolis                                         |          |
| Utah           | Utah Highway Patrol                                                                         |        | statstrafikpolis                                           |          |
| Vermont        | Vermont Fish and Wildlife Department                                                        |        | fiske- och viltvårdspolis                                  |          |
| Vermont        | Vermont State Police                                                                        |        | statspolis                                                 |          |
| Virginia       | Virginia Capitol Police                                                                     |        | generalförsamlingens polisbevakning                        |          |
| Virginia       | Virginia State Police                                                                       |        | statspolis                                                 | [ 35 ]   |
| Washington     | Washington State Patrol                                                                     |        | delstatspolis                                              |          |
| West Virginia  | West Virginia State Police West Virginia Department of Military Affairs and Public Safety   |        | delstatspolis                                              | [ 36 ]   |
| Wisconsin      | Wisconsin Capitol Police                                                                    |        | delstatsförsamlingens polis                                |          |
| Wisconsin      | Wisconsin Department of Natural Resources                                                   |        | naturvårdspolis                                            |          |
| Wisconsin      | Wisconsin State Patrol Wisconsin Department of Transportation                               |        | statstrafikpolis                                           | [ 37 ]   |
| Wyoming        | Wyoming Division of Criminal Investigation                                                  |        | statskriminalpolis                                         | [ 38 ]   |
| Wyoming        | Wyoming Fish and Game Department                                                            |        | fiske och jaktpolisen                                      | [ 39 ]   |
| Wyoming        | Wyoming Highway Patrol                                                                      |        | statstrafikpolis                                           |          |
| Wyoming        | Wyoming Livestock Board, Law Enforcement Unit                                               |        | delstatens boskapsinspektion                               | [ 40 ]   |